# Souvigné, Charente
Souvigné là một xã thuộc tỉnh Charente trong vùng Nouvelle-Aquitaine tây nam nước Pháp. Xã này có độ cao từ 80-129 mét trên mực nước biển.